# Диявольське свято
«Диявольське свято» (англ. The Devil's Holiday) — американська мелодрама режисера Едмунда Гулдінга 1930 року. Фільм був номінований на премію «Оскар» за найкращу жіночу роль (Ненсі Керролл).

## Сюжет
Манікюрниця Геллі хитрістю одружує на собі багатого чоловіка Девіда Стоуна. Сім'я Девіда, яка не в захваті від цього шлюбу, пропонує дівчині велику суму за те, щоб вона розлучилася з чоловіком. Геллі погоджується, але потім несподівано відмовляється від грошей, коли Девід серйозно захворює.

## У ролях
- Ненсі Керролл — Геллі Гобарт
- Філліпс Голмс — Девід Стоун
- Джеймс Кірквуд — Марк Стоун
- Гобарт Босворт — Езра Стоун
- Нед Спаркс — Чарлі Торн
- Морган Фарлі — Манкі МакКоннелл
- Джед Пруті — Кент Карр
- Пол Лукас — доктор Рейнольдс
- Зазу Піттс — Етель
- Мортон Дауні — Фредді
- Гай Олівер — Гаммонд
- Джессі Прінгл — тітка Бетті
- Вейд Ботелер — детектив